# Alandi, Bhalki
Alandi là một làng thuộc tehsil Bhalki, huyện Bidar, bang Karnataka, Ấn Độ.